# Corsomyza campicola
Corsomyza campicola är en tvåvingeart som beskrevs av Hesse 1938. Corsomyza campicola ingår i släktet Corsomyza och familjen svävflugor. Inga underarter finns listade i Catalogue of Life.